# Mar adentro
Mar adentro es una película española biográfica-dramática de 2004 coescrita y dirigida por Alejandro Amenábar y protagonizada por Javier Bardem, Belén Rueda y Lola Dueñas. Se trata de una versión de Condenado a vivir de 2001 y está basada en la historia real de Ramón Sampedro, un escritor y exmarino que se queda tetrapléjico por un accidente ocurrido durante su juventud y permanece postrado en una cama durante casi 30 años, situación por la que desea morir mediante la aplicación de la eutanasia. La película relata la lucha de Sampedro para lograr que la ley reconozca su derecho a morir.
Es una de las películas españolas más premiadas, consiguiendo 14 Goyas —récord de la Academia española— y el Óscar a la Mejor Película Extranjera, entre otros numerosos premios.

## Contexto histórico
La historia de Ramón Sampedro tuvo una importante repercusión en España, y renovó el controvertido debate sobre la eutanasia. En España, la asistencia al suicidio estaba penalizada. El juicio por la legalización de la eutanasia se celebró en 1993 y fue de gran interés mediático. Ramón se quitó la vida en 1998 con la ayuda de su amiga Ramona Maneiro.
El personaje de Julia (Belén Rueda) está inspirado en la periodista Laura Palmés (1954-2011), quien se encontraba enferma de esclerosis múltiple al momento del reportaje que le realizó a Sampedro y lo puso en el centro del debate sobre la eutanasia.

## Sinopsis
Ramón (Javier Bardem) lleva casi treinta años "encerrado en su cuerpo", postrado en una cama al cuidado de su familia. Su única ventana al mundo es la de su habitación, junto al mar, por el que tanto viajó y donde sufrió el accidente que interrumpió su juventud, al lanzarse al agua en As Furnas (Porto do Son), sin haber suficiente profundidad. Desde entonces ha quedado tetrapléjico y su único deseo es terminar con su vida, haciendo uso del suicidio asistido, pues solo así sería libre de nuevo. 
Ante dicho deseo se interpone el hecho de que ésta es una práctica ilegal en España, al igual que en la mayoría de países del mundo, por lo cual debe luchar contra los servicios administrativos españoles y la Iglesia española, lo que se vuelve una lucha agotadora. Su padre y su hermano mayor, la esposa de este y el hijo de ambos, están completamente dedicados a su cuidado; casi puede decirse que viven para él, atendiendo todas sus necesidades. Además, este hermano es totalmente contrario al empeño de morir de Ramón Sampedro, enfrentándose a él varias veces queriendo imponer su autoridad de hermano mayor, lo cual no es admitido en ningún momento.
Entre otras vicisitudes, una de las más relevantes es la intervención de un sacerdote (Josep Maria Pou) -también tetrapléjico y que se vale de una silla de ruedas con adaptaciones-, el cual, sin conocer el ambiente en que vive Ramón, habla a los medios de comunicación suponiendo que quiere morir por falta de cariño de quienes le rodean. Incluso se hace trasladar al domicilio de Ramón, aunque no alcanzan a verse por las estrecheces de la casa. Un ayudante les sirve de intermediario en la conversación -yendo y viniendo- que termina con la afirmación del deseo de Ramón y las ideas católicas inamovibles del sacerdote. Al marcharse este, la esposa del hermano, visiblemente disgustada, le reprocha las suposiciones infundadas vertidas a la prensa de falta de cariño como causa de la decisión del suicidio. 
En el medio de su lucha, la espera se ve alterada por la llegada de dos mujeres: Julia (Belén Rueda), una abogada (que padece una gravísima enfermedad cerebral de lenta evolución -CADASIL-) que apoya su lucha, logrando plantear la situación ante la justicia, con asistencia de Ramón, pero sin resultado alguno; y Rosa (Lola Dueñas), una mujer del pueblo llena de alegría de vivir, quien intentará convencerlo de que la vida merece la pena. La luminosa personalidad de Ramón termina por cautivar a ambas mujeres, las cuales tendrán que cuestionar, como nunca antes, los principios con que rigen sus vidas. 
Él, por su parte, se mantendrá firme en su idea de que solo la persona que de verdad lo ame será quien le ayude a cumplir su deseo. Rosa demuestra ese amor, pues es quien le proporciona el cianuro de potasio disuelto en agua y en un vaso del cual Ramón lo bebe con una pajita, tras lo cual muere. Para la protección de ella, deja el testimonio de que son varios los que le han ayudado. En una última escena Gené visita a Julia, que se encuentra ya muy mal de su enfermedad, pues puede decirse que no recuerda a Ramón.

## Reparto
- Javier Bardem: Ramón Sampedro
- Belén Rueda: Julia
- Lola Dueñas: Rosa
- Mabel Rivera: Manuela
- Celso Bugallo: José Sampedro
- Clara Segura: Gené
- Joan Dalmau: Joaquín
- Alberto Jiménez: Germán
- Tamar Novas: Javi
- Francesc Garrido: Marc
- José María Pou: Padre Francisco
- Alberto Amarilla: Hermano Andrés
- Andrea Occhipinti: Santiago
- Federico Pérez Rey: Conductor
- Nicolás Fernández Luna: Cristian
- Raúl Lavisier: Samuel
- Xosé Manuel Olveira 'Pico': Juez 1
- César Cambeiro: Juez 2
- Xosé Manuel Esperante: Periodista 1
- Yolanda Muiños: Periodista 2
- Adolfo Obregón: Ejecutivo
- José Luis Rodríguez: Presentador
- Julio Jordán: Encuadernador
- Juan Manuel Vidal: Amigo Ramón

## Producción
El filme es una producción de Sogecine e Himenóptero, en coproducción con UGC Images (Francia) y Eyescreen (Italia), con la colaboración de TVE, Canal +, TVG, Filmanova y el apoyo de Eurimages/ICAA. La distribución internacional corrió a cargo de Sogepaq.
El equipo es el mismo que participó en Los otros, con la incorporación de Jo Allen en el maquillaje, en el cual se invirtieron cinco horas diarias para el cambio físico de Javier Bardem. La película se rodó durante doce semanas en Galicia, Cataluña y Madrid, con un presupuesto de diez millones de euros. La música fue compuesta por Amenábar, interpretada por la London Session Orchestra y contó con la colaboración del músico gallego Carlos Núñez.

## Críticas
La opinión de la crítica fue muy favorable, aunque hubo algunas críticas negativas, como la de Antonio Gasset, responsable del programa Días de cine de TVE, que la tachaba de "mediocre y empalagosa". Esta crítica no fue la única en contra. Algunas personas con tetraplejía expresaron su disconformidad con la película y la actitud vital de Sampedro.

## Home Vídeo
En marzo de 2005, 20th Century Fox Home Entertainment (bajo su nuevo contrato con Sogepaq Vídeo) la lanzó en DVD y también una edición especial en esa misma fecha. En 2006 20th Century Fox e Iberdrola la editaron en la colección Cine en Español. En 2014 fue estrenada en Disco Blu-ray por 20th Century Fox vía Vídeo Mercury Films (que maneja el catálogo de Sogepaq desde 2009) junto a "Tesis" (1995), "Abre los ojos" (1997), "Los otros" (2001) y "Ágora" (2008). Está disponible en Amazon Prime Video; y en EE.UU la editó en DVD y VHS New Line Home Entertainment bajo Warner Home Video en mayo de 2005.

## Premios y nominaciones
Premios Óscar
| Año  | Categoría                                     | Receptor(es)                                  | Resultado |
| ---- | --------------------------------------------- | --------------------------------------------- | --------- |
| 2004 | Óscar a la mejor película de habla no inglesa | Óscar a la mejor película de habla no inglesa | Ganadora  |
| 2004 | Mejor maquillaje                              | Jo Allen y Ana Ruiz Puigcerber                | Nominadas |

Premios Goya
| Año  | Categoría                     | Receptor(es)                                                    | Resultado |
| ---- | ----------------------------- | --------------------------------------------------------------- | --------- |
| 2004 | Mejor película                | Mejor película                                                  | Ganadora  |
| 2004 | Mejor director                | Alejandro Amenábar                                              | Ganador   |
| 2004 | Mejor actor                   | Javier Bardem                                                   | Ganador   |
| 2004 | Mejor actriz                  | Lola Dueñas                                                     | Ganadora  |
| 2004 | Mejor actor de reparto        | Celso Bugallo                                                   | Ganador   |
| 2004 | Mejor actriz de reparto       | Mabel Rivera                                                    | Ganadora  |
| 2004 | Mejor actor revelación        | Tamar Novas                                                     | Ganador   |
| 2004 | Mejor actriz revelación       | Belén Rueda                                                     | Ganadora  |
| 2004 | Mejor guion original          | Alejandro Amenábar y Mateo Gil                                  | Ganadores |
| 2004 | Mejor música original         | Alejandro Amenábar                                              | Ganador   |
| 2004 | Mejor dirección artística     | Benjamín Fernández                                              | Nominado  |
| 2004 | Mejor dirección de producción | Emiliano Otegui                                                 | Ganador   |
| 2004 | Mejor fotografía              | Javier Aguirresarobe                                            | Ganador   |
| 2004 | Mejor maquillaje y peluquería | Manolo García Martinez                                          | Ganadoras |
| 2004 | Mejor sonido                  | Ricardo Steinberg, Alfonso Raposo, Juan Ferro y María Steinberg | Ganadores |

Premios Globo de Oro
| Año  | Categoría                                             | Receptor(es)                                          | Resultado |
| ---- | ----------------------------------------------------- | ----------------------------------------------------- | --------- |
| 2004 | Globo de Oro a la mejor película en lengua no inglesa | Globo de Oro a la mejor película en lengua no inglesa | Ganadora  |
| 2004 | Globo de Oro al mejor actor - Drama                   | Javier Bardem                                         | Nominado  |

Premios Independent Spirit
| Año  | Categoría                 | Receptor(es)              | Resultado |
| ---- | ------------------------- | ------------------------- | --------- |
| 2004 | Mejor película extranjera | Mejor película extranjera | Ganadora  |

Premios Critics Choice
| Año  | Categoría                 | Receptor(es)              | Resultado |
| ---- | ------------------------- | ------------------------- | --------- |
| 2004 | Mejor película extranjera | Mejor película extranjera | Ganadora  |

Premios del cine europeo
| Año  | Categoría              | Receptor(es)                 | Resultado |
| ---- | ---------------------- | ---------------------------- | --------- |
| 2004 | Mejor película europea | Mejor película europea       | Nominada  |
| 2004 | Mejor director         | Alejandro Amenábar           | Ganador   |
| 2004 | Mejor actor            | Javier Bardem                | Ganador   |
| 2004 | Mejor fotografía       | Javier Aguirresarobe         | Nominado  |
| 2004 | Mejor guion            | Alejandro Amenábar Mateo Gil | Nominado  |

Premios Sant Jordi
| Categoría               | Resultado |
| ----------------------- | --------- |
| Mejor película española | Ganadora  |

Festival de Venecia
| Categoría                              | Receptor(es)                           | Resultado |
| -------------------------------------- | -------------------------------------- | --------- |
| León de Plata - Gran Premio del Jurado | León de Plata - Gran Premio del Jurado | Ganadora  |
| Copa Volpi                             | Javier Bardem                          | Ganador   |

Medallas del Círculo de Escritores Cinematográficos de 2004
| Categoría               | Receptor(es)                   | Resultado |
| ----------------------- | ------------------------------ | --------- |
| Mejor película          | Mejor película                 | Nominada  |
| Mejor director          | Alejandro Amenábar             | Nominado  |
| Mejor actor             | Javier Bardem                  | Ganador   |
| Mejor actor secundario  | Celso Bugallo                  | Nominado  |
| Mejor actriz secundaria | Lola Dueñas                    | Ganadora  |
| Mejor actriz secundaria | Mabel Rivera                   | Nominada  |
| Mejor guion original    | Alejandro Amenábar y Mateo Gil | Nominado  |
| Mejor fotografía        | Javier Aguirresarobe           | Ganador   |
| Mejor montaje           | Alejandro Amenábar             | Nominado  |
| Mejor música            | Alejandro Amenábar             | Nominado  |
| Premio revelación       | Belén Rueda                    | Ganadora  |